# Monolistra (Microlistra) jalzici
Monolistra (Microlistra) jalzici is een pissebed uit de familie Sphaeromatidae. De wetenschappelijke naam van de soort is voor het eerst geldig gepubliceerd in 2010 door Prevorènik, Verovnik, Zagmajster & Sket..